# Gmina Szypliszki
Die Gmina Szypliszki ist eine Landgemeinde im Powiat Suwalski der Woiwodschaft Podlachien in Polen. Ihr Sitz ist das gleichnamige Dorf (litauisch Šipliškė).

## Gliederung
Zur Landgemeinde Szypliszki gehören 50 Dörfer mit einem Schulzenamt:
Adamowizna
Aleksandrówka
Andrzejewo
Becejły
Białobłota
Bilwinowo
Budzisko
Deksznie
Dębniak
Dębowo
Fornetka
Głęboki Rów
Grauże Nowe
Grauże Stare
Jasionowo
Jegliniec
Jeziorki
Kaletnik
Klonorejść
Kociołki
Krzywólka
Kupowo-Folwark
Lipniak
Lipowo
Łowocie
Majdan
Mikołajówka
Olszanka
Podwojponie
Pokomsze
Polule
Postawelek
Przejma Mała
Przejma Wielka
Przejma Wysoka
Romaniuki
Rybalnia
Sadzawki
Sitkowizna
Słobódka
Wesołowo
Węgielnia
Wiatrołuża Druga
Wojponie
Wygorzel
Zaboryszki
Żubryn
Żyrwiny
Weitere Ortschaften der Gemeinde sind Czerwonka, Szelment, Szury und Szymanowizna.